# Stelian Brezeanu
Stelian Brezeanu (n. 24 septembrie 1941, Valea Leurzii, România - d. 31 ianuarie 2022, București)  a fost  un istoric român, bizantinolog și unul dintre cei mai mari medieviști români contemporani cu o îndelungată carieră didactică în cadrul Facultății de Istorie a Universității București (1965-2010), unde a îndeplinit funcția de prodecan (1990-1996) și Șef de Catedră, Catedra de Istorie universală (1994-2008) și de unde și-a încetat activitatea având titlul de profesor universitar. Stelian Brezeanu a lucrat în domeniul istoriei medievale și s-a specializat în istoria Imperiului Bizantin, realizând în același timp monografii și studii de istorie românească în stăruința de a o integra în context european și sud-est european.

## Lucrări științifice

### Cărți
- Nicolae Iorga – istoric al Bizanțului, București, 1971 (colaborare)
- Orașul medieval, crestomație de texte, București, 1977 (colaborare)
- Istoria medievală universală, București, 1980 (colaborare)
- O istorie a Imperiului Bizantin, București,1981
- La continuité daco-roumaine. Science et politique, București, 1984 (versiuni și în limbile engleză și rusă)
- Răscoala și statul Asăneștilor, București, 1987 (colaborare)
- Gh. I. Brătianu, Une énigme et une miracle: le peuple roumain, (Prefață, studiu, note și ediție îngrijită), București, 1988 (și versiune românească); o nouă ediție, București, 2000
- Great Historians from Antiquity to tuday, vol. 2, coord. L. Boia, New York, London, 1989 – 1991 (colaborare)
- Originea și continuitatea românilor. Arheologie și trabiție istorică (în colaborare cu L. Bârzu), București, 1991 (Premiul Academiei Române)
- Istoria Evului Mediu (coord. R. Manolescu), vol. I, București, 1993 (colaborare)
- Istoria Bizanțului și a Europei medievale sud-estice, București, 1993
- Românii de la sud de Dunăre. Documente, București, 1997 (coordonator)
- Romania. Historical Perspective, New York, 1998 (colaborare)
- O istorie a românilor, Cluj Napoca, 1998
- Romanitatea orientală în evul mediu. De la cetățenii romani la națiunea medievală, București, 1999
- Istoria Bizanțului, Ed. Meronia, București, 2004
- Relațiile româno-elene. O istorie cronologică (în colaborare cu H. Matei, T. Teoteoi, Gh. Zbuchea), Ed. Omonia, București, 2003
- Imperiu universal și monarhie națională în Europa creștină, Ed. Meronia, 2005
- In memoriam profesor Radu Manolescu, coordonator și autor, Editura Universității, București, 2006
- 'Moșnenii din Bezdead – Dâmbovița (1620-1820), București, 2008
- Imperiu universal și monarhie națională în Europa creștină, ed. II., 2016
- Istorie socială și lingvistică în evul mediu românesc. Dialogul științelor omului, București, 2014
- Europa antică și medievală, manual cls. a IX-a, București, 1999-2006

### Studii
- Asupra începuturilor pătrunderii monedei niceene la Dunărea de Jos, "Studii", 26, 1973, nr. 4, p. 699 – 714
- Le premier traité economique entre Venise et Nicée, "R.E.S.E.E.", 1974, nr.1, p. 143-146
- Notice sur les rapports de Frédéric II Hohenstaufen avec Jean III Vatatzès, "R.E.S.E.E.", 1974, nr. 4, p. 580 – 585
- Politica internă în Imperiul  Niceea (Rezumatul tezei de doctorat), București, 1975
- "Translatio imperii" und das Lateinische Kaiserreich von Konstantinopel, "R.R.H.", 14, 1975, nr. 4, p. 607 – 617
- L’apparition de la monnaie d’or des Républiques  italiennes et la situation de l"hypérpère nicéen, în vol. 'Actes du XIVeme Congres International des Etudes Byzantines, sept. 1971, Bucarest, vol. III, București, 1976, p. 179 – 185
- Byzantinische Wirtschaftskontakte an der Unteren Donau in der ersten Halfte des 13. Jahrhunderts  (1204 – 1261), "Dacoromania", 3, 1975 – 1976, p. 9 – 16
- a fonction de l’idée d’imperium unicum chez les Byzantines de la première moitié du XIIIe siècle, "R.E.S.E.E.", 16, 1978, nr. 1. p. 57 – 64
- Ideea de imperiu în Occidentul medieval în lumina cercetărilor din ultimele decenii, "Revista de istorie", 31, 1978, nr. 2, p. 270 – 298
- Das Zweikaiserproblem in der ersten Halfte des 13, Jahrhunderst (1204 – 1261), "R.R.H.", 17, 1978, nr.2,  p. 249 – 267
- La politique économique des Lascarides à la lumière de relations vénéto – nicéenes, "Etudes byzantines et postbyzantines", I, 1979, p. 39 – 54
- "Imperator Bulgariae et Vlachiae." În jurul genezei și semnificației termenului "Vlachia"din titulatura lui Ioniță Asan. "Revista de istorie", 33, 1980, nr. 4, p. 651 – 674
- "Români" și „Blachi" la Anonymus. Istorie și ideologie politică. "Revista de istorie", 34, 1981, nr. 7, p. 1313 – 1340
- "Blachi" and "Getae" on the Lower Danube in the Early Thirteenth Century, "R.E.S.E.E.", 19, 1981, nr.3,p. 595 – 604
- Byzantinischen Studien in Roumanien, "R.E.S.E.E.", 19, 1981, nr.2, p. 289 – 299 (în colaborare cu Tudor Teoteoi)
- Grecs et Thraco-Romains au Bas-Danube sous le règne du tsar Boris – Michel, "R.E.S.E.E.", 19, 1981, nr. 4, p. 643 – 651
- Les Roumains et "le silence des sources" dans l’obscure millénaire", "R.R.H.", 21, 1982, nr. 3-4, p. 387 – 403
- Social and mintal dans l"Empire de Nicée. En marge d’une remarque de Georgios Akropolitès, "AUB", Istorie, 31, 1982, p. 28 – 32
- "La Bulgarie d’au – delà de l’Ister" à la lumière des sources écrites, "Etudes balkaniques", Sofia, 1984, nr. 4, p. 121 – 135
- Les "Daces" de Suidas. Une reintérprétation, "R.E.S.E.E.", 22, 1984, nr. 2, p. 113 – 122
- "Romains" et les "Barbares" dans les Balkans au VIIe siècle à la lumière des "Miracles de Saint Démétrius". Comment on peut devenir l’autre"."R.E.S.E.E.", 24, 1986, nr. 2, p. 127 – 131
- Les "Vlaques" dans les sources byzantines concernant les début de l’Etat des Asênides.  Terminologie éthnique et idéologie politique, I – II, "R.E.S.E.E.", 25, 1987, nr. 3, p. 315 – 327
- Relații Occident, Bizanț și lumea islamică în secolele XI – XII. Cruciadele, "Revista de istorie", 40, 1987, nr. 9, p. 906 – 920
- La "terra" dans les Balkans au XIIIe siécle. Une institution latine echouée, "R.E.S.E.E.", 27, 1989, nr. 1-2, p. 3 – 9
- Temps social – temps individuel dans la vision médiévale roumaine, "Nouvelles Études d’Histoire, VIII, p. 21 – 28
- "Domn a toată Țara Românească". Originea și semnificația unei formule medievale de cancelarie, "Revista Istorica", I, 1990, nr. 1 – 2,  p. 151 – 164
- "Mésiens" chez Nicétas Choniates. Terminologie archaïsante et réalité ethnique mèdievale, "Etudes byzantines et post-byzantines", II, 1991, p. 105 – 114
- Model european și realitate locală în întemeierile statale medievale românești. Un caz: "terra Bazarab", "Revista istorică", 1994, nr. 3 – 4, p. 211 – 232
- "Romani" and "Blachi" with "Anonymus", "Transilvanian Review", V, 1996, nr. 2, p. 15 – 43
- Tradiție și memorie istorică în Evul Mediu românesc, în vol. In honorem Radu Manolescu, București, 1996, p. 15 – 24
- Romanians in the Millenium of the Greats Migrations, Bucarest, 1996
- Palaiovlachoi – Stari Vlah. Medieval Balkan History and Toponymy, în "Anuario Instituto Romeno di Cultura e Ricerca Umanistica, Venezia", II, 2000, p. 41 – 50
- "Venetic" en roumain. Economie et mentalités collectives médiévales, în "Quaderni della Casa Romena", Venezia, 2, 2003, p. 91 – 94
- "Skey". Ethonimie et toponimie médievale roumaine, în "Revue des études du Sud – est européen, nr. 4, 2003
- The Lower Danube Frontier during the IV – VI Centuries. The Ambiguity of a Notion, în "Annuario di Instituto Romeno di Cultura e Ricerca Umanistica", nr. 5, 2003, p. 30
- Gh. I. Brătianu și studiile bizantine, în "Revista istorică", 2003
- La Romanité et l"Ortodoxie des Roumains. Une identité contradictoire chez les humanistes italiens du XVe siècle, în vol. "Der Beitrag der byzantinischen Gelerten zur abemdhandischen Renaissance heransg. von Evanghelos Konstantinou", Wurzburg, 2006, p.233 – 243
- L’idée impériale byzantine et les Principautés Roumaines aux XIVe – XVe siècles, în vol. Dopo le due cadute di Constantinopoli (1204, 1453): Eredi ideologici Bizanzio, (ed. M. Konmanidi e Chryssa Maltezou), Venezia, 2008, p. 221 – 232